# Renault R-35
El tanc Renault R35 va ser un tanc de fabricació francesa, actiu durant la Segona Guerra Mundial, en la qual va participar mentre que va ser utilitzat per diversos exèrcits contendents, amb la particularitat que alguns d'ells havien estat venuts a Romania, que seria un dels països aliats amb el Tercer Reich en la guerra. Ja que a més parteix dels carros francesos van ser capturats per les tropes alemanyes durant la batalla de França el 1940, i incorporats a la Wehrmacht, aquest carro de combat va servir en les forces armades d'ambdós bàndols durant el conflicte. Estava protegit per un blindatge davanter de 43 mm de gruix, el que era una xifra respectable per a la seva època; no obstant això, estava equipat amb un canó de 37 mm dissenyat per a la Primera Guerra Mundial, i únicament era tripulat per dos soldats (un pilot i el comandant de carro, que era en realitat «un home per a tot», ja que havia d'encarregar-se de carregar, d'apuntar i disparar i, a més, guiar al pilot del tanc). D'aquesta manera posseïa manques quant a les seves possibilitats operatives. El carro Renault R 35 es trobava equipat amb un motor de 85 cavalls, amb el que podia arribar a la velocitat punta de 20 km/h. D'altra banda, l'Exèrcit francès utilitzava (en el cas del R35, però també amb tots els carros de combat en general) unes tàctiques antiquades: en lloc d'acostar-se a l'enemic amb una gran formació d'atac de blindats, s'efectuaven assalts en petits grups, de la grandària d'un batalló, és a dir, pràcticament en solitari, malgastant la possibilitat de concentrar la potència de foc sobre l'enemic. Aquestes tàctiques obsoletes, juntament amb un armament pobre, amb l'afegit de la deficiència en tripulació, van conduir ràpidament a la mort com vehicle operatiu del carro R 35.

## Disseny i producció
- Origen: concurs per a un tanc de 6t, de 2 d'agost de 1933.
- Proves del prototip: agost de 1934.
- Adopció per l'Exèrcit francès: 25 de juny de 1936.
- Anys de construcció: 1936 a 1940.
- Recepció per part de l'Exèrcit francès: des de maig de 1936
- . Producció total l'1 de maig de 1940: aproximadament 1.460 tancs, que van arribar el 22 de juny la xifra de 1.540. * Situació industrial en 1939: programa de guerra (tipus R40 amb suspensió AMX a comptar des de maig de 1940
- . Constructors: Renault per a les part mecàniques i AMX per al seu muntatge.

## Dotacions

### Lliuraments als exèrcits de defensa territorial l'1 d'abril de 1940
- Al setembre de 1939, tan sols havia 17 batallons: els 1º, 2º, 3º, 5º, 9º, 10º, 12º, 16º, 17º, 20º, 21º, 22º, 23º, 24º, 34º, 35º, 39º BCC;
- 880 en 20 batallons l'1 d'abril de 1940: els 6º i 32 BCC (batallons de carros de combat), que després de la seva mobilització havien estat dotats de vehicles d'inferior qualitat, van rebre els R35 al setembre-octubre de 1939, i el 43º, de nova formació, estava completat el gener de 1940, el que completava un total de 880 carros en estat de marxa i 13 en reparació en tallers, és a dir, un dèficit de 7 tancs sobre els 900 teòrics;
- 98 tancs en els dipòsits de les escoles (dels quals 39 en la ECC (Escola de Carros de Combat) de Versalles i 10 en el CPTICC (Centre Pràctic de Tir i Instrucció de Carros de Combat);
- 6 carros de combat en els batallons de maniobra: es tractava de batallons en formació, els 40º, 44º i 48º BCC, que provisionalment estaven equipats amb carros FT i d'alguns carros moderns, reservats per a la instrucció;
- 60 tancs disponibles en el ERGM (Dipòsit de Reserva General de Material) situat en Gien, així com en mans dels constructors;
- 6 carros en reparació en els hangares dels constructors;
- 2 tancs destruïts. Total general a França l'1 d'abril de 1940: 1063

### Lliuraments a les tropes de defensa territorial l'1 de maig de 1940
La situació detallada per a l'1 de maig de 1940 no consta en els arxius militars, però pot reconstruir-se més o menys així: 
- aproximadament 80 carros en fabricació el mes d'abril;
- els 44º, 40º i 48º BCC no van ser equipats sinó a mitjan maig.

### Lliuraments en ultramar l'1 d'abril de 1940)
- 30 tancs, repartits en 2 companyies del 62º BCC al Marroc.
- 95 carros en Síria: havia dos batallons, el 63º no tenia més que una companyia de R-35 al setembre de 1939, els altres dos, equipats al moment de la seva mobilització amb tancs Renault FT-17, van ser dotats amb R-35 al febrer de 1940. Igualment, el 68º BCC va ser equipat amb 50 carros procedents d'un lot destinat a l'Exèrcit de Polònia, que no va poder ser expedit a temps abans de la guerra.

## Cessions efectuades a potències amigues
- 50 tancs a Polònia al juliol de 1939;
- 40 tancs a Romania a l'agost i setembre de 1939;
- 100 tancs a Turquia en dos lots, el primer de 50 unitats al febrer de 1940, i el segon, d'altres 50 unitats més, al març de 1940;
- 50 tancs a Iugoslàvia, a l'abril de 1940.

## Operadors
Batallons usat a França:
- VIIe Armée
  - GBC 510
    - 9eBCC (R 35)
    - 22BCC (R 35)
- Ie Armée
  - GBC 515
    - 13BCC (H 35)
    - 35BCC (R 35)

  - GBC 519
    - 38BCC (H 35)
    - 39BCC (R 35)
- IXe Armée
  - GBC 518
    - 6eBCC (R 35)
    - 32BCC (R 35)
    - 33BCC (FT 17)
- IIe Armée
  - GBC 503
    - 3eBCC (R 35)
    - 4eBCC (FCM 36)
    - 7eBCC (FCM 36)
- IIIe Armée
  - GBC 511
    - 5eBCC (R 35)
    - 12BCC (R 35)

  - GBC 513
    - 29BCC (FT 17)
    - 51BCC (Char 2C)

  - GBC 520
    - 23BCC (R 35)
    - 30BCC (FT 17)

  - GBC 532
    - 43BCC (R 35)
- IVe Armée
  - GBC 502
    - 20BCC (R 35)
    - 24BCC (R 35)

  - GBC 504
    - 10BCC (R 35)
    - 343 CAC (FT 17)
    - 344 CAC (FT 17)
- Ve Armée
  - GBC 501
    - 1rBCC (R 35)
    - 2eBCC (R 35)
    - 31BCC (FT 17)

  - GBC 508
    - 21BCC (R 35)
    - 34BCC (R 35)

  - GBC 517
    - 19BCC (Char D2)
- VIIIe Armée
  - GBC 506
    - 16BCC (R 35)
    - 36BCC (FT 17)
    - 17BCC (R 35)
    - 18BCC (FT 17)
- Armée des Alpes
  - GBC 514
    - Bataillon de Chars des Troupes Coloniales (FT 17)